# Després de la festa
Després de la festa (títol original en anglès, After the Party) és una sèrie de televisió dramàtica neozelandesa cocreada per Robyn Malcolm i Dianne Taylor, dirigida per Peter Salmon i protagonitzada per Robyn Malcolm i Peter Mullan. Es va emetre a TVNZ a partir del 29 d'octubre de 2023. S'ha subtitulat al català per a FilminCAT.

## Sinopsi
La història segueix, en part a través de salts enrere, una crisi familiar que evoluciona després d'una festa amb alcohol, en què la mare i l'àvia Penny Wilding veuen alguna cosa i acusen el seu marit, Phil, davant de tots els convidats, de comportament inapropiat. La sèrie comença quan en Phil torna després d'haver estat a l'estranger durant cinc anys, per veure la seva filla, Grace, i el seu net Walt.

## Repartiment
- Robyn Malcolm com a Penny Wilding
- Peter Mullan com a Phil MacKenzie
- Tara Canton com a Grace MacKenzie
- Ian Blackburn com a Ollie
- Elz Carrad com a Tom
- Dean O'Gorman com a Simon
- Catherine Wilkin com a Joy Wilding
- Tanea Heke com a Ruth
- Peter Hambleton com a Graham

## Producció
El govern de Nova Zelanda va proporcionar-li finançament extra arran de la pandèmia de la COVID-19. La sèrie va ser produïda per Lingo Pictures i Luminous Beast, i es va gravar a Wellington.
Robyn Malcolm va cocrear la sèrie amb la guionista Dianne Taylor.

## Estrena
Després de la festa es va emetre a TVNZ el 29 d'octubre de 2023. També es va emetre a ABC TV i iview a Austràlia a partir del 28 d'abril de 2024, i van aconseguir distribuir-la a diferents països. Es va emetre al canal britànic Channel 4 a partir del 20 de novembre de 2024.
Malcolm va assegurar que no hi hauria una segona temporada de la sèrie.

## Rebuda
El periodista de The Spinoff, Duncan Greive, va qualificar la sèrie d'«inquietant, moralment complexa i el millor drama televisiu de Nova Zelanda en anys... un drama fosc, tens i altament provocatiu que et ressonarà a la ment durant dies».
El crític de The Guardian, Luke Buckmaster, la va qualificar d'«una de les millors interpretacions de qualsevol programa de televisió en anys».
Kylie Northover, de The Sydney Morning Herald, va donar a la sèrie cinc estrelles sobre cinc, i va assegurar que «podria ser el millor drama neozelandès que s'hagi produït mai».

## Premis i reconeixements
Robyn Malcolm va guanyar el premi a la millor actriu al festival Series Mania, a França, pel seu paper a la sèrie. Després de la festa va ser nominada a la millor sèrie internacional als premis BAFTA de televisió de 2025.